# Aristide Stergiadis
Aristide Stergiadis (en grec moderne : Αριστείδης Στεργιάδης) ou Stergiades, né à Héraklion en Crète ottomane en 1861, mort à Nice en France en 1949, est un avocat, spécialiste du droit ottoman, président du Conseil municipal mixte et de sa Commission exécutive de la ville d'Héraklion, de 1900 à 1911, gouverneur général de l'Épire de 1917 à 1919, haut-commissaire de la Grèce à Smyrne, de 1919 à 1922.

## Vie
La famille de Stergiadis n'était pas d'origine crétoise. Son grand-père s'appelait Stergios Spartas et provenait de Thessalonique. Son père, le négociant en huile d'olive Georgios Stergiadis, s'était installé à Herakleion et s'était marié à Aspasia. Il avait cédé une partie de sa terre à son beau-fils, Théodule Géronymakis, qui avait épousé sa fille Irène, sœur d'Aristide Stergiadis. Théodule agrandit sa terre en 1885 et y construisit une villa impressionnante, qu'il acheva le 1er août 1887. Cette date apparaît gravée dans le parterre de galets, à l'entrée principale de la résidence. Le nom de Nicolas Kitsikis qui naquit treize jours plus tard, le 14 août 1887, a été donné à la bibliothèque qui est installée dans cette villa. Cette bibliothèque conserve les ouvrages et les archives personnelles de Nicolas Kitsikis, l'époux de Béata Kitsikis née Petychakis, dont le parâtre fut Aristide Stergiadis.
Aristide Stergiadis naquit à Héraklion en 1861, soit trois ans avant la naissance d'Eleftherios Venizelos. Les deux hommes se lièrent d'une amitié indéfectible pour la vie. Les trois frères d'Aristide étaient le médecin Ioannis, l'avocat Thrasybule et le commerçant Minas. Sa sœur était Irène Géronymakis. Le 25 août 1898 éclata ce qui fut appelé, « Le massacre d'Héraklion ». Des éléments turcs de la population de la ville, descendirent dans la rue et mirent le feu au consulat de Grande-Bretagne et aux maisons avoisinantes, tuant le vice-consul d'Angleterre, 17 soldats britanniques et beaucoup d'autres personnes. Ils envahirent la maison voisine de la sœur de Stergiadis. Les envahisseurs tuèrent deux des frères d'Aristide Stergiadis, Ioannis et Thrasybule et détruisirent la résidence qui, plus tard, fut reconstruite.
Les événements de Crète, de 1895-1898, marquèrent profondément Stergiadis. Il réussit à dépasser la tragédie familiale de la mort de ses deux frères et comprit que l'affrontement des deux communautés, toutes deux de langue grecque mais de religion différente, devait provenir de causes plus profondes, dont le nationalisme importé de France et que défendait son ami Venizelos, était la cause principale et non la différence de religion. Il considéra que la modération et le respect envers le voisin turc était la meilleure attitude. Vingt et un ans plus tard, il se retrouva à Smyrne devant une situation analogue.
Stergiadis était rentré en 1889, de France, après avoir terminé ses études à Paris. En janvier 1900, il fut élu président du premier Conseil municipal mixte et de sa commission exécutive de la ville d'Héraklion, qui étaient composés de Grecs et de Turcs. Il y demeura jusqu'en mai 1911. Cette présidence de onze années d'un corps législatif et exécutif mixte gréco-turc, augmenta sa capacité de mettre ensemble les deux communautés. Il établit le premier plan urbain du XXe siècle de la ville d'Héraklion, dont le nouveau port fut construit en 1921, par Nicolas Kitsikis, dont le buste a été dressé à l'entrée du port. Il fit venir d'Asie mineure un expert pour enseigner aux Crétois l'art de cultiver la raisin appelé «soultanina», connu comme raisin sec de Smyrne.
En mars 1905, Stergiadis avait pris part, sous la direction de Venizelos, à la Révolte de Therissos pour l'union de la Crète à la Grèce. Lorsque Venizelos devint premier ministre à Athènes, en 1910, Stergiadis continua à être son principal conseiller légal. En tant que tel, il rédigea la nouvelle loi d'administration communale et, en 1914, les articles du traité d'Athènes sur les vakoufs. Venizelos fut initié à la franc-maçonnerie dans la loge "Athena", le 25 février 1898. Stergiadis, en tant que franc-maçon, avait précédé Venizelos. Au-delà donc de l'amitié entre les deux hommes, existait le lien de la franc-maçonnerie.
En 1917, quand Venizelos revint au pouvoir, il nomma Stergiadis, gouverneur général de l'Épire, à cause du grand nombre, à l'époque, d'éléments non grecs de cette province et en vue de l'expansion hellénique imminente en Épire du Nord (Albanie du Sud), que Venizelos réclama en 1919, à la Conférence de Paix de Paris, en 1919. Stergiadis était considéré le meilleur choix pour réconcilier chrétiens et musulmans. C'est la raison pour laquelle il fut, par la suite, en 1919, choisi par Venizelos pour diriger l'administration grecque d'occupation de Smyrne, en tant que haut-commissaire, afin d'éviter d'éveiller, par des excès de l'armée d'occupation, la méfiance des Grandes Puissances.
Lorsque la Grèce perdit la guerre, en 1922, Stergiadis trouva refuge dans le sud de la France, afin d'échapper à la fureur de la foule des réfugiés grecs. Depuis Nice, il donna une très longue interview au quotidien athénien Patris, en 1930, c'est-à-dire à une époque où Venizelos était rentré en Grèce et se trouvait à la tête du gouvernement, en pleine réconciliation gréco-turque.
De septembre 1922 à sa mort, en juillet 1949, Stergiadis fut transformé en «cadavre vivant». Le 1er août 1949, le quotidien athénien Ethnos publia en première page un long article, de son correspondant permanent à Nice, G. Petreas, sous le titre «Un homme oublié est mort : La vie et la mort d'Aristide Stergiadis. Ses dernières années à Nice, au 4ème étage du 29 bd de Cessole. ». Les frais de ses obsèques, à 89 ans, furent couverts par le consulat grec de Nice et son cercueil fut suivi par le consul seul, qui d'ailleurs était un avocat français, faisant fonction de consul honoraire, ainsi que la servante Adrienne Airoldi-Borin «et une Grecque, veuve d'un officier français», enfin du pope russe de l'Eglise orthodoxe russe de Nice, puisque la ville ne possédait pas d'église grecque. On l'enterra dans un cimetière à la périphérie de la ville. Sur sa tombe il y avait seulement un bouquet de fleurs que lui avait offert sa servante, Adrienne Airoldi-Borin.

## Idéologie et action politique
Les Grecs d'Asie mineure détestèrent Stergiadis. En Anatolie depuis 1919, puis en Grèce comme réfugiés, depuis 1923, ils ne cessèrent d'invectiver un homme qui, à leurs yeux avait été responsable de leurs malheurs. Ce qui est plus curieux, c'est que ces mêmes réfugiés, élevaient aux nues Elefthérios Venizélos qui avait été le soutien le plus solide de l'action politique de Stergiadis, en Asie Mineure. Jamais Venizélos, jusqu'à sa mort à Paris en 1936, ne critiqua Stergiadis et nous possédons un grand nombre d'écrits de Venizélos dans lesquels il fait l'éloge de l'action de Stergiadis en Asie mineure. 
En Grèce, la grande majorité des réfugiés votait régulièrement aux élections pour les Vénizélistes, ainsi que pour le Parti communiste de Grèce (KKE) qui avait condamné, tout au long de l'occupation grecque d'Asie mineure de 1919-1922, l'action de l'armée grecque, considérée comme coloniale et impérialiste. Même le général Ioánnis Metaxás qui, plus tard, s'empara du pouvoir, en 1936-1941, ne cessait de condamner l'expédition d'Asie mineure, comme entreprise impérialiste de l'État grec.
Pour Venizelos, l'attitude antiturque de la population grecque d'Asie mineure était condamnable, produit d'un fanatisme inqualifiable, ainsi qu'il le précisa dans cette lettre qu'il envoya de Paris, le 31 juillet 1919, à son ministre des Affaires étrangères : « Au milieu d'un dérangement général des esprits de tous nos militaires et hommes politiques à Smyrne, seul Stergiadis conserve un jugement limpide de la situation, essayant de la sauver du naufrage… Nos officiers doivent apprendre à se parer d'un bouclier de méfiance contre les propositions de nos compatriotes (en grec, homogeneis). Les passions de ces derniers sont, semble-t-il, à ce point féroces, qu'elles menacent de mener au naufrage l'œuvre de notre armée. Il faut que nos officiers apprennent à se comporter à l'égard des trublions comme à des ennemis de leur honneur militaire et de l'intérêt national».
Le caractère de Stergiadis était entier et particulièrement violent. Avec raison, il fut surnommé le « dictateur d'Ionie ». Mais, c'est exactement d'un tel homme qu'avait besoin, pour la circonstance, Venizelos, non point contre les Turcs mais contre les Grecs d'Asie Mineure. Venizelos avait hâte de voir Stergiadis arriver à Smyrne, chargé d'un pouvoir dictatorial, coupant pour ainsi dire, les oreilles de tout Grec anarchisant, et utilisant contre lui le fouet.
Stergiadis, en tant que représentant de la tradition millénaire dans l'histoire de la Grèce, du parti oriental turcophile, essaya de suivre la politique de ce dernier à l'égard des Turcs, celle de l'hellénoturquisme, politique qui s'était exprimée par Íon Dragoúmis, en 1911, dans son ouvrage, Ceux qui sont vivants : « Où est le roi Alexandre? Lui, était un vrai roi de l'Orient qui, après avoir rabaissé les Grecs, se maria avec la fille de Darius et conquit l'Orient ! »